# Антриовентрикуларни чвор
Антриовентрикуларни чвор (лат. Nodus atrioventricularis) је анатомска структура срца сачињена од спроводног система. Чвор спроводи импулсе  контракцијом мишића између срчаних преткомора и комора  преко Хисовог снопа.

## Анатомија
Антриовентрикуларни чвор се налази у атриовентрикуларном септуму близу Коховог троугла, у десној срчаној преткомори. Васкуларизан је од стране десне коронарне артерије.

## Физиологија
Деполаризација која се ствара у синоатијском чвору пребације се на антриовентрикуларни чвор који пребације сигнал до Хисовог снопа који затим шаље исти у срчане коморе у виду електричног импулса.